# Mukuru
Mukuru är namnet på den enda guden och skaparen i den monoteistiska inhemska religionen hos Himba- och Hererofolken i Namibia i sydvästra Afrika. 
Mukuru beskrivs som skaparen och den enda gudomliga varelsen och egentliga guden. Mellan honom och människorna finns förfädernas andar, ovakuru, som agerar medlare. Mukuru anses endas bringa gott, medan förfäderna kan bringa både ont och gott.